# Suisun Marsh
Suisun Marsh (marais de Suisun) est un marais salant situé au nord de la baie de Suisun. C'est le plus grand marais de Californie.  

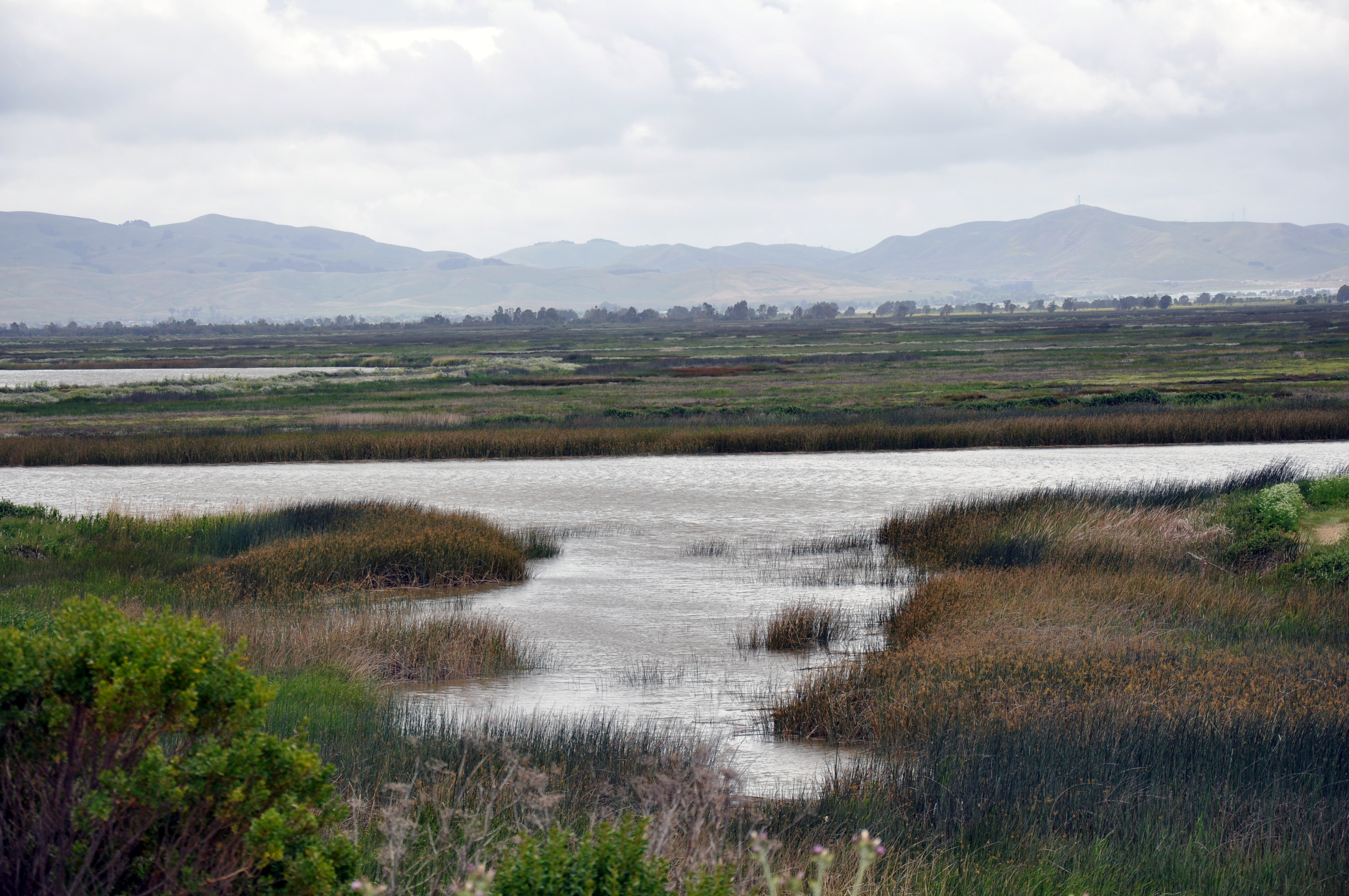
Aperçu.